# London Film School
La London Film School ou LFS (litt. « École de cinéma de Londres ») est une école à but non lucratif basée à Londres dans une brasserie reconvertie de Covent Garden à côté du centre de l'industrie anglaise du cinéma à Soho. 

## Historique
Elle est fondée en 1956 par Gilmore Roberts sous le nom de « London School of Film Technique in Brixton », puis déménage par la suite à Charlotte Street pour devenir la « London Film School » sous la direction de Bob Dunbar. De 1971 à 2000 elle est connue sous le nom de « The London International Film School », puis elle reprend le nom de « London Film School » en 2001.